# Наварро, Марк
Марк Наварро Сесильяно (исп. Marc Navarro Ceciliano, 2 июля 1995, Барселона) — испанский футболист, защитник клуба «Эль-Пасо Локомотив».

## Карьера
В юности занимался в школах «Бадалоны» и «Барселоны». В 2014 году окончил академию «Эспаньола» и начал выступления за вторую команду клуба в Сегунде B.
Дебютировал в профессиональном футболе 2 ноября 2014 года в матче против «Эльче Илиситано».
22 декабря 2015 года продлил контракт с клубом до июня 2017 года.
21 января 2017 года дебютировал в первой команде «Эспаньола», в первой же игре забил мяч в ворота «Гранады».
30 января 2017 года продлил контракт с клубом до 2021 года.
15 июня 2018 года Наварро перешёл в «Уотфорд», подписав с английским клубом 5-летний контракт. 25 июля 2019 года вернулся на родину, отправившись в аренду в «Леганес» на один сезон. 31 августа 2021 года Наварро покинул «Уотфорд» по обоюдному согласию сторон.
3 ноября 2022 года Наварро подписал контракт с американским клубом «Эль-Пасо Локомотив» из Чемпионшипа ЮСЛ на сезон 2023. За «Локомотив» дебютировал 11 марта 2023 года в матче стартового тура сезона против «Сакраменто Рипаблик». 25 марта в матче против «Луисвилл Сити» забил свой первый гол за «Локомотив».